# Test d'association implicite
Pour les articles homonymes, voir TAI et IAT.
En psychologie sociale, le test d'association implicite ou TAI (ou implicit-association test abrégé IAT) est une méthode permettant d'étudier les associations d'idées automatiques, souvent inconscientes et présentes dans la mémoire implicite. Introduite en 1998 par Greenwald, McGhee et Schwartz 1998, elle est notamment utilisée pour mesurer les stéréotypes racistes ou sexistes d'un individu et vise à expliquer et théoriser des phénomènes psychiques ou comportementaux causés tout ou partie par de telles associations. La même année, Anthony Greenwald (en), Mahzarin Banaji (en) et Brian Nosek (en) créent « Project Implicit » un site permettant à tout un chacun d'effectuer un test d'association implicite sur les attitudes vis-à-vis de la race, du sexe, de l'orientation sexuelle et d'autres sujets. Il affirme viser lutter contre les comportements discriminatoires. Très médiatisé, apparaissant notamment dans le Oprah Winfrey Show, le site participe grandement de la visibilité et popularité du test. Ainsi, en octobre 2015, les gérants du site rapportaient plus de 17 millions de tests effectués. 
Le test est également utilisé dans le marketing et la psychologie industrielle. Par exemple, un test d'association implicite a été utilisé pour déterminer les caractéristiques prédisant les comportements à risque parmi les pilotes de ligne, avec une valeur prédictive plus grande que les échelles traditionnelles de personnes et d'attitudes explicites. Le test a aussi été utilisé en psychologie clinique pour tester l'hypothèse que certaines associations implicites pourrait contribuer au développement de troubles de l'anxiété. 
La méthode est très connue, notamment à la suite de la mention de la notion de « biais implicites » par Hillary Clinton au cours de la campagne présidentielle américaine de 2016, et très étudiée, avec des milliers de citations dans la littérature scientifique. Son influence dépasse de loin le monde universitaire, les résultats de tests IAT étant par exemple souvent mentionnés dans les débats aux Etats-Unis sur les tirs de la police sur les hommes noirs.

## Publications scientifiques et validité des tests
Elle fait l'objet de plus de 1000 publications scientifiques qui utilisent le test pour mesurer les attitudes ou qui en analysent la validité. Une minorité de ces 1000 études est critique, à la fois parmi les psychologues et au sein du débat public,,, tant du point de vue de sa validité interne et externe. En effet, les associations implicites mesurées par les tests sont malléables et peuvent être influencées par les expériences immédiates ou la fatigue alors que les tests psychométriques classiques ont des résultats stables dans le temps. Selon une des très nombreuses méta-analyse , le test apporterait peu de connaissance sur les personnes sources et les personnes sujettes à la discrimination, et n'apporterait rien de supplémentaire aux mesures explicites des biais, c'est-à-dire de demander directement aux gens s'ils ont des  biais vis-à-vis d'un certain groupe. Pour le psychologue Hart Blanton, professeur de communication au Texas qui est un état où les discriminations raciales explicites sont fréquentes, qui a conduit cette méta-analyse et d'autres recherches sur la question, les résultats d'un tel test ne révèlent pas directement si une personne a tendance à agir d'une manière biaisée, et les résultats du test ne sont pas stables dans le temps. Pour d'autres psychologues, cette volatilité des résultats ne rend pas le test inutile, bien au contraire. En effet, le système rationnel et contrôlé des individus joue un rôle également un rôle significatif. Les personnes qui parviennent à contrôler leurs automatismes et qui souhaitent être justes et équitables peuvent parvenir dans certaines circonstances à contrôler l'impact de leurs biais inconscients. Toutefois, dans une majorité de cas, l'impact des biais est insidieux et va par exemple amener les individus à mettre la barre plus haut pour un recrutement ou une promotion ou à adopter au jour le jour des micro comportements peu inclusifs. Les tests servent donc avant tout à mesurer les associations inconscientes à un instant T, à sensibiliser les individus aux mécanismes des associations automatiques. Ils donnent des résultats prédictifs pour des équipes, des entreprises, des régions. Ainsi, des zones urbaines avec des biais implicites plus élevés en moyenne connaîtraient de plus grandes disparités raciales dans les fusillades policières, qui résulteraient de discriminations.  